# Karpi
Karpi (griechisch Κάρπη (f. sg.)) ist eine Ortsgemeinschaft der Gemeinde Peonia in der nordgriechischen Region Zentralmakedonien. Nach der Volkszählung 2011 lebten in Karpi 369 Einwohner.

## Lage
Das Dorf Karpi liegt an den nordöstlichen Ausläufern des Paiko-Gebirges (Πάικο Όρος Paiko Oros) auf einem Bergrücken in 430 bis 460 Meter über dem Meer. Die beiden Flüsse Stavropotamos südwestlich und Megalo Potamos nordöstlich des Dorfes entwässern nach Osten zum Axios. Die Ortsgemeinschaft Karpi erstreckt sich über 59,965 km² im Westen der Gemeinde Peonia. Der Stavropotamos bildet die Grenze zu den südlich und südwestlich gelegenen Nachbarorten. Nach Nordwesten steigt das Gelände an und erreicht mit dem Kandasti (Καντάστι) mit 1607 Meter die höchste Erhebung auf dem Gebiet der Ortsgemeinschaft. Im Norden liegt der Metallio-Stausee (Τεχνητή λίμνη Μεταλλείου). Goumenissa liegt etwa 5 km südöstlich, der Gemeindesitz Polykastro 12 km östlich.

## Geschichte
Seit dem 15. Jahrhundert existierten in der näheren Umgebung vier Siedlungen, die während der türkischen Zeit zu privilegierten Gebieten zählten. Diese schlossen sich später wegen wiederholter Überfälle türkischer Banden zum Dorf Tserna Reka zusammen. Das Ortsbild prägen überwiegend Gebäude, die seit den 1950er Jahren errichtet wurden. Wegen ihrer Architektur und der typischen Innenausstattung als bedeutendes Zeugnis für die Geschichte des 19. Jahrhunderts, wurde die Kirche Agios Athanasios als Denkmal ausgewiesen. Die Einwohner leben überwiegend vom Getreide- und Tabakanbau und von Obstbaumkulturen.
Einwohnerentwicklung von Karpi
| 1920 | 1928 | 1940 | 1951 | 1961 | 1971 | 1981 | 1991 | 2001 | 2011 |
| ---- | ---- | ---- | ---- | ---- | ---- | ---- | ---- | ---- | ---- |
| 696  | *    | 1110 | 763  | 880  | 655  | 494  | 391  | 400  | 369  |

* keine Angaben für die Provinz Peonia

## Verwaltung
Nach der Anerkennung als selbständige Landgemeinde Tserna Reka (Κοινότητα Τσέρνα Ρέκα) der Präfektur Pella 1919, folgte 1924 die Eingliederung in die Präfektur Thessaloniki und 1926 die Umbenennung des slawischen Namens Tserna Reka (Τσέρνα Ρέκα ‚Schwarzer Fluß‘) nach Karpi. 1935 kam Karpi dann zur Präfektur Kilkis. Die Eingemeindung zur Gemeinde Goumenissa  wurde im Rahmen der Gemeindereform 1997 durchgeführt. Durch den Zusammenschluss von vier Gemeinden und einer Landgemeinde zur neuen Gemeinde Peonia im Zuge der Verwaltungsreform 2010 erhielt Karpi den Status einer Ortsgemeinschaft (Τοπική Κοινότητα Topikí Kinótita) im Gemeindebezirk Goumenissa.